# Prisilna prostitucija
Prisilna prostitucija je pružanje seksualnih usluga u zamjenu za novac kod osoba, koje se prisiljene na to i ne rade to dobrovoljno. Postoji širok raspon stupanjeva prostitucije, od "dobrovoljne i svjesne", do "poludobrovoljne", koja se temelji se na pritisku okolnosti, i prisilnog novačenja putem izravne sile ili prisile. Seksualno ropstvo obuhvaća većinu, ako ne i sve, oblike prisilne prostitucije. Pojmovi prisilne prostitucije pojavljuju se u međunarodnim i humanitarnim konvencijama, ali su nedovoljno shvaćene i nekonzistentno se primjenjujeu. Prisilna prostitucija odnosi se na uvjete kontrole nad osobom koja je prisiljen od strane drugog da se uključi u seksualne aktivnosti.
Svi oblici prisilnog prostituiranja smatraju se kriminalnim djelom u gotovo svim zemljama. Dobrovoljna prostitucija ima različite pravne statuse u različitim zemljama, koji se kreću od toga da je potpuno protuzakonita i kažnjiva smrću ili se dopušta. Prostitucija djece svuda je zakonski zabranjena.
Godine 1949., Glavna skupština UN-a usvojila je Konvenciju o suzbijanju trgovine ljudima i prisilne prostitucije. Ova Konvencija zamjenjuje niz ranijih konvencija koje pokrivaju neke aspekte prisilne prostitucije. Sankcionira se mamljenje na prostituciju, kao i održavanje bordela. Konvenciju je ratificiralo 95 zemalja.